# (4515) Khrennikov
(4515) Khrennikov ist ein Asteroid des Hauptgürtels, der am 28. September 1973 vom russischen Astronomen Nikolai Stepanowitsch Tschernych am Krim-Observatorium in Nautschnyj (IAU-Code 095) entdeckt wurde.
Der Asteroid wurde nach dem russischen Komponisten Tichon Nikolajewitsch Chrennikow (1913–2007) benannt.